# Orly Castel-Bloom

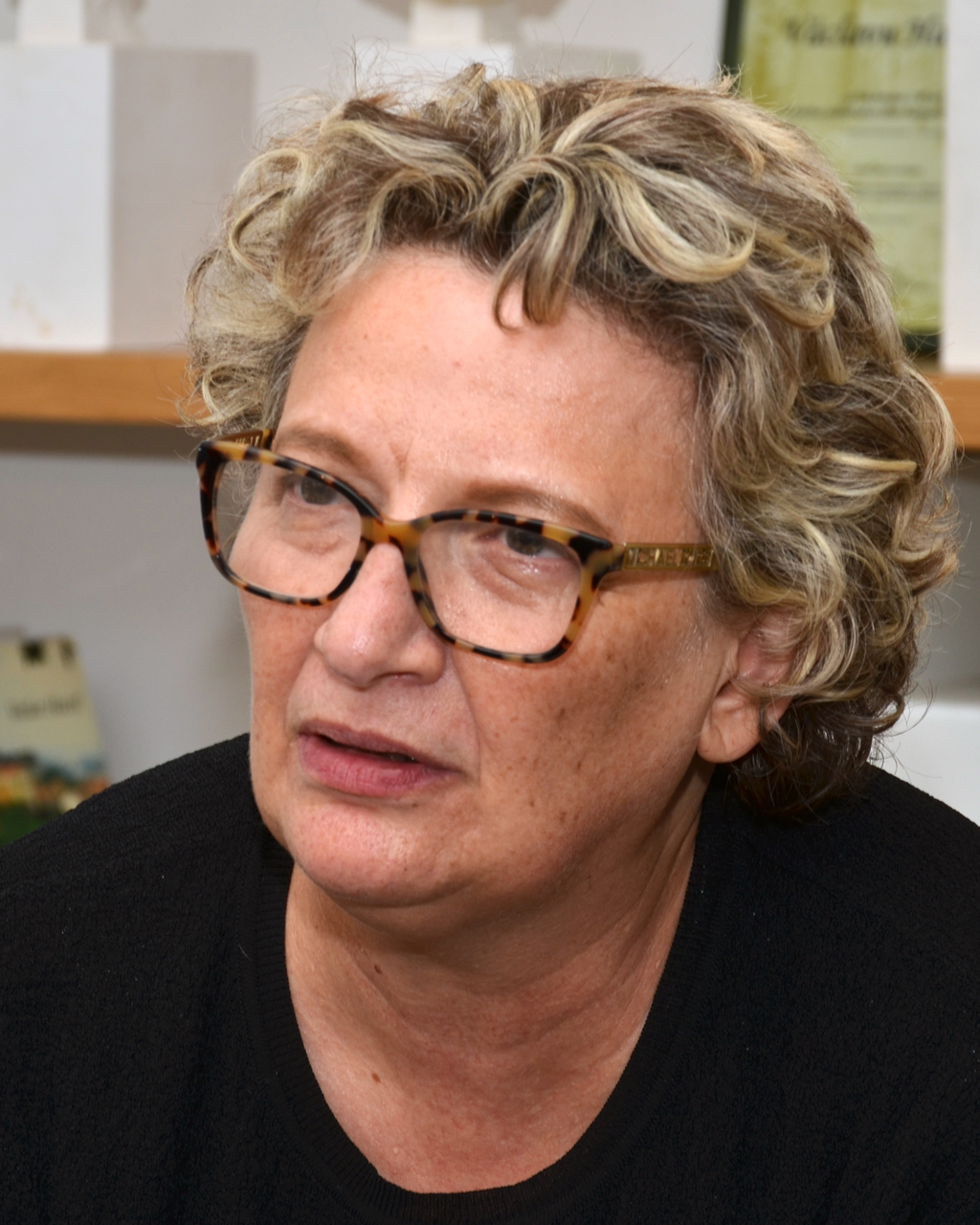
Orly Castel-Bloom (2017)

Orly Castel-Bloom; hebräisch אורלי קסטל-בלום (geb. 26. November 1960 in Tel Aviv) ist eine israelische Schriftstellerin.

## Leben
Orly Castel-Bloom wurde im Norden Tel Avivs als Kind ägyptischer Juden aus Kairo geboren. Gemäß eigenen Angaben sprach die Autorin während ihrer ersten Kindheitsjahre ausschließlich – dem Vorbild der gesellschaftlichen Anforderungen Kairos nach – Französisch und erlernte das Hebräische erst einige Jahre darauf im Kontakt mit anderen Kindern in den staatlichen Schulen. Sie studierte anschließend an der Universität Tel Aviv Filmwissenschaft. Als Schriftstellerin veröffentlicht sie seit 1987 ihre Werke. 1999 wurde sie zu einer der 50 einflussreichsten Frauen Israels gewählt. Castel-Bloom beeinflusste die moderne israelische Literatur maßgeblich. Ihr Roman Dolly City wurde mehrfach ausgezeichnet, in die UNESCO Collection of Representative Works aufgenommen und für ein Theaterstück adaptiert.
Im Jahr 2015 wurde der Roman An Egyptian Novel veröffentlicht, der sowohl autobiographische Referenzen zu Castel-Blooms eigener Familie, als auch rein fiktional-surreale Elemente in sich trägt. Der Roman reiht sich einerseits in die Erinnerungskultur der jüdischen Diasporagemeinde Kairos vor dem Sturz der ägyptischen Königsfamilie in den 1950er Jahren als auch in die zeitgenössische israelische Verarbeitung von zionistischen Idealen und späteren Realitäten ein. Im selben Jahr wurde das Werk mit dem Sapir-Preis ausgezeichnet.
Castel-Bloom hat zwei Kinder und lebt mit ihrer Familie in Tel Aviv. Sie hat unter anderem an den Universitäten Harvard, Cambridge und Oxford unterrichtet, und ist seit einigen Jahren Professorin für Kreatives Schreiben an der Universität Tel Aviv.

## Werke (Auswahl)
- Not Far From the Center of Town (Kurzgeschichten, 1987)
- Hostile Surroundings (Kurzgeschichten, 1989)
- Where Am I (Novelle, 1990)
- Dolly City, 1992, deutsch 1998 (übers. Mirjam Pressler)
- Minna Lisa (Roman, deutsch: München 1998, aus dem Hebr. übers. von M. Pressler)
- Das Meer im Rücken (Roman, deutsch: München 2004, aus dem Hebr. übers. von M. Pressler)
- Human Parts (Novelle, Boston, Massachusetts 2004)
- An Egyptian Novel (Roman, 2015)

## Auszeichnungen
- Alterman-Preis
- Newman-Preis
- Sapir-Preis